# MAN F2000
 (octobre 2015).
Si vous disposez d'ouvrages ou d'articles de référence ou si vous connaissez des sites web de qualité traitant du thème abordé ici, merci de compléter l'article en donnant les références utiles à sa vérifiabilité et en les liant à la section « Notes et références ».
Le MAN F2000 est un camion de la marque allemande MAN destiné à remplacer le MAN F90.

## Historique

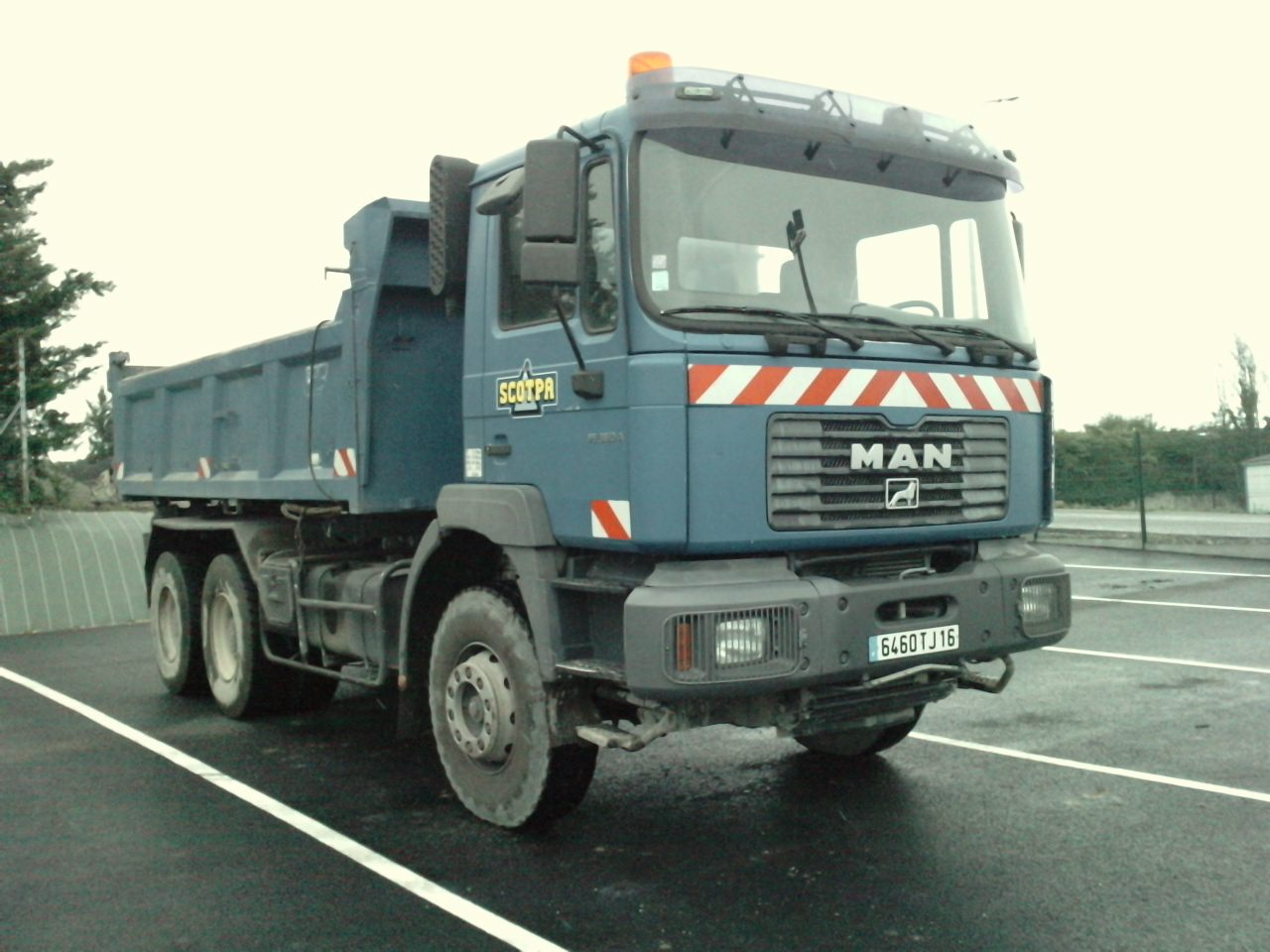
MAN F2000 seconde série (ici un FE 360 A).

Il a été lancé en 1994 et est nommé Camion International de l'Année en 1995. Selon les versions, il peut supporter un PTAC de 19 à 41 tonnes.
En 1998, une nouvelle version du camion est lancée nommé ''évolution'' ou '' FE ''. Il reçoit de nouveaux moteur variant de 310 à 460 chevaux. Il est disponible en tracteur ou en porteur.
En 2005, il est remplacé par les MAN TGS et TGX.